# オリオンベーカリー
株式会社オリオンベーカリーは、岩手県花巻市に本社を置く日本の製パン会社。

## 概要
岩手県花巻市で1958年9月に創業。
イタリアのパネトーネ種を使用したパンや餅が中に入っている「もち入り力あんぱん」などの製造を行っている。